# Chiesa di Sant'Erasmo (Costa Serina)
La chiesa di sant'Erasmo  è il principale luogo di culto cattolico di Trafficanti, frazione di Costa Serina in provincia e diocesi di Bergamo. Fa parte del vicariato di Selvino-Serina.

## Storia
La chiesa fu edificata nel XIX secolo su un oratorio cinquecentesco dedicato a sant'Erasmo vescovo e martire, nella località anticamente detta Pompiallo e poi Trafficanti, nome che deriva dal transito dei mercanti e carovanieri che dalle località montane, si trasferivano a Bergamo attraverso la Via Mercatorum, oratorio che con il tempo risultava non essere più idoneo alla comunità dei fedeli. 
Negli atti della visita pastorale del vescovo di Bergamo Giovanni Paolo Dolfin del 1778, fu allegata la relazione dell'allora rettore. Dal documento si evince che la chiesa era inserita nella pieve di San Lorenzo di Costa. Nel 1861 nel registro degli stati del Clero, la chiesa viene indicata sempre appartenente dalla pieve di Dossena. La chiesa fu eretta in parrocchia autonoma il 27 febbraio 1889 la chiesa parrocchiale di Costa Serina con decreto del vescovo Gaetano Camillo Guindani. La chiesa, che era stata ricostruita nel 1890, e decorata con i nuovi affreschi da Celestino Ghislandi, nel 1943, fu consacrata dal vescovo Adriano Bernareggi il 15 luglio 1944 confermando l'originaria intonazione a sant'Erasmo vescovo e martire.
Il 27 maggio 1979 con decreto del vescovo Giulio Oggioni la chiesa fu inserita nel vicariato di Selvino-Serina.
Nuovi restauri furono eseguiti nel XXI secolo con il restauro della torre campanaria, e la tinteggiatura della navata, del presbiterio e dell'esterno.

## Descrizione

### Esterno
L'edificio di culto dal classico orientamento liturgico con abside a est, è anticipato dal sagrato con pavimentazione in asfalto e delimitato dalla balaustra. La facciata è anticipata dal porticato in muratura con aperture ad arco a tutto sesto su tre lati dell'edificio. Cinque sono le aperture sostenute da pilastri in muratura sul fronte principale, tre aperture poste sul lato a nord e una unica su quello a sud. La copertura è a padiglione. La parte superiore presenta una finestra centinata atta a illuminare l'aula. Quattro lesene reggono il cornicione e il frontone con il timpano triangolare.

### Interno
Internamente l'aula è a navata unica a pianta rettangolare con volta a botte e divisa da lesene in cinque campate di misure differenti. Le lesene sono in stucco a finto marmo e reggono la trabeazione e il cornicione che percorre tutta l'aula dove s'imposta la volta. Nella prima campata, a sinistra posta in uno sfondato vi è il fonte battesimale e corrispondente a destra sempre in uno sfondato a arco la tela Martirio del patrono sant'Erasmo. Un ingresso laterale è posto nella terza campata a sinistra mentre corrispondente a una cappella devozionale. Altre due cappelle sono poste nella quinta campata, a sinistra dedicata alla Madonna del Carmine e corrispondente a destra quella intitolata a san Rocco.
La zona del presbiterio preceduto dall'arco trionfale è di misura inferiore rispetto alla navata e rialzato di tre gradini. La parte termina con coro absidale coperto da catino.